# Baptisterium van de arianen

Mozaïek op het plafond

Het Baptisterium van de arianen (Italiaans: Battistero degli Ariani) in de Italiaanse stad Ravenna is een baptisterium dat rond het jaar 500 gebouwd werd door de Ostrogotische koning Theodorik de Grote.
De doopkapel is achthoekig van vorm. Het beroemdst aan de kapel is het mozaïek op het plafond. Hier wordt de doop van Jezus door Johannes de Doper afgebeeld. Jezus is hier naakt te zien en heeft geen baard en staat tot zijn middel in de rivier de Jordaan. Johannes de Doper draagt een luipaardvel. Links staat een oude man, die een heidense god van de rivier de Jordaan voorstelt. Bovenin is een witte duif afgebeeld, die de Heilige Geest voorstelt. Rondom zijn de martelaren afgebeeld.